# یکاترینینسکویه
یکاترینینسکویه (به لاتین: Yekaterininskoye) یک منطقهٔ مسکونی در روسیه است که در سرزمین آلتای واقع شده‌است.